# Rivne, Henicesk
Rivne (în ucraineană Рівне) este localitatea de reședință a comunei Rivne din raionul Henicesk, regiunea Herson, Ucraina.

## Demografie
Componența lingvistică a localității Rivne
     Ucraineană (89,43%)
     Rusă (9,54%)
     Alte limbi (0,48%)
Conform recensământului din 2001, majoritatea populației localității Rivne era vorbitoare de ucraineană (89,43%), existând în minoritate și vorbitori de rusă (9,54%).